# Svami Vivekananda
Svami Vivekananda (12. januar 1863 — 4. jul 1902), rođen kao Narendranat Data, bio je indijski hinduistički monah, glavni sledbenih indijskog mistika Ramakrišne iz 19. veka. On je bio ključna figura uvođenja indijske filozofije vedante i joge u Zapadni svet, a zaslužan je za podizanje međuverske svesti, čime je hinduizam doveo do statusa velike svetske religije tokom kasnog 19. veka. On je bio glavni pokretač u oživljavanju hinduizma u Indiji i doprineo je konceptu nacionalizma u kolonijalnoj Indiji. Vivekananda je osnovao organizaciju Ramakrišna mat i misiju Ramakrišna. On je verovatno najpoznatiji po svom govoru koji je započeo rečima - „Sestre i braćo Amerika ...”, u kojem je uveo hinduizam na Parlamentu svetskih religija u Čikagu 1893. godine.
Rođen u aristokratskoj Bengali Kajasta porodici iz Kolkate, Vivekananda je bio sklon duhovnosti. Na njega je uticao njegov guru, Ramakrišna, od koga je saznao da su sva živa bića otelotvorenje samog božanstva; prema tome, služenje Bogu moglo bi se ostvariti služenjem čovečanstvu. Nakon smrti Ramakrišne, Vivekananda je ekstenzivno obilazio Indijski potkontinent i stekao znanje iz prve ruke o životnim uslovima u Britanskoj Indiji. Kasnije je otputovao u Sjedinjene Države, predstavljajući Indiju na Parlamentu svetskih religija 1893. godine. Vivekananda je održao stotine javnih i privatnih propovedi i predavanja, šireći principe hinduističke filozofije u Sjedinjenim Državama, Engleskoj i Evropi. U Indiji se Vivekananda smatra patriotskim svetiteljem, a njegov rođendan slavi se kao Nacionalni dan mladih.

## Publikacije
Objavljeno za vreme njegovog života
- Sangeet Kalpataru (1887, with Vaishnav Charan Basak)[13]
- Karma Yoga (1896)[14][15]
- Raja Yoga (1896 [1899 edition])[16]
- Vedanta Philosophy: An address before the Graduate Philosophical Society (1896)
- Lectures from Colombo to Almora (1897)
- Bartaman Bharat Шаблон:Bn icon (March 1899), Udbodhan
- My Master (1901), The Baker and Taylor Company, New York
- Vedânta philosophy: lectures on  Jnâna Yoga (1902) Vedânta Society, New York OCLC 919769260
- Jnana yoga (1899)

Objavljeno posthumno
Ovo je spisak izabranih Vivekanandinih knjiga koje su objavljene nakon njegove smrti (1902)
- Addresses on Bhakti Yoga
- Bhakti Yoga
- The East and the West (1909)[17]
- Inspired Talks (1909)
- Narada Bhakti Sutras – translation
- Para Bhakti or Supreme Devotion
- Practical Vedanta
- Speeches and writings of Swami Vivekananda; a comprehensive collection
- Complete Works: a collection of his writings, lectures and discourses in a set of nine volumes (ninth volume will be published soon)
- Seeing beyond the circle (2005)

## Literatura
- Adiswarananda, Swami, ур. (2006), Vivekananda, world teacher : his teachings on the spiritual unity of humankind, Woodstock, Vermont: SkyLight Paths Pub, ISBN 1-59473-210-8
- Arrington, Robert L.; Chakrabarti, Tapan Kumar (2001), „Swami Vivekananda”, A Companion to the Philosophers, Blackwell Publishing, ISBN 978-0-631-22967-4
- Arora, V. K. (1968), „Communion with Brahmo Samaj”, The social and political philosophy of Swami Vivekananda, Punthi Pustak
- Badrinath, Chaturvedi (2006). Swami Vivekananda, the Living Vedanta. Penguin Books India. ISBN 978-0-14-306209-7.
- Banhatti, G.S. (1995), Life and Philosophy of Swami Vivekananda, Atlantic Publishers & Distributors, стр. 276, ISBN 978-81-7156-291-6
- Banhatti, G.S. (1963), The Quintessence of Vivekananda, Pune, India: Suvichar Prakashan Mandal, ASIN B0007JQX3M
- Bharathi, K.S. (1998b), Encyclopaedia of eminent thinkers, Vol.8: the political thought of Vivekananda, New Delhi: Concept Publishing Company, ISBN 978-81-7022-709-0
- Bhide, Nivedita Raghunath (2008), Swami Vivekananda in America, ISBN 978-81-89248-22-2
- Bhuyan, P. R. (2003), Swami Vivekananda: Messiah of Resurgent India, New Delhi: Atlantic Publishers & Distributors, ISBN 978-81-269-0234-7
- Burke, Marie Louise (1958), Swami Vivekananda in America: New Discoveries, Kolkata: Advaita Ashrama, ISBN 978-0-902479-99-9
- Burke, Marie Louise (1985), Swami Vivekananda in the West: New Discoveries (in six volumes) (3 изд.), Kolkata: Advaita Ashrama, ISBN 978-0-87481-219-0
- Chattopadhyaya, Rajagopal (1999), Swami Vivekananda in India: A Corrective Biography, Motilal Banarsidass, ISBN 978-81-208-1586-5
- Chetananda, Swami (1997). God lived with them: life stories of sixteen monastic disciples of Sri Ramakrishna. St. Louis, Missouri: Vedanta Society of St. Louis. ISBN 0-916356-80-9.
- Clarke, Peter Bernard (2006), New Religions in Global Perspective, Routledge
- Dalal, Roshen (oktobar 2011). Hinduism: An Alphabetical Guide. Penguin Books India. ISBN 978-0-14-341421-6.
- Das, Sisir Kumar (1991), A History of Indian Literature: 1800–1910, Western impact : Indian response, Sahitya Akademi, ISBN 978-81-7201-006-5
- Von Dense, Christian D. (1999), Philosophers and Religious Leaders, Greenwood Publishing Group
- Dhar, Shailendra Nath (1976), A Comprehensive Biography of Swami Vivekananda (2 изд.), Madras, India: Vivekananda Prakashan Kendra, OCLC 708330405
- Dutta, Krishna (2003), Calcutta: a cultural and literary history, Oxford: Signal Books, ISBN 978-1-56656-721-3
- Dutt, Harshavardhan (2005), Immortal Speeches, New Delhi: Unicorn Books, стр. 121, ISBN 978-81-7806-093-4
- Farquhar, J. N. (1915), Modern Religious Movements in India, London: Macmillan
- Ganguly, Adwaita P. (2001), Life and Times of Netaji Subhas: From Cuttack to Cambridge, 1897–1921, VRC Publications, ISBN 978-81-87530-02-2
- Feuerstein, Georg (2002), The Yoga Tradition, Delhi: Motilal Banarsidass
- Ghosh, Gautam (2003). The Prophet of Modern India: A Biography of Swami Vivekananda. Rupa & Company. ISBN 978-81-291-0149-5.
- Gokhale, B. G. (januar 1964). „Swami Vivekananda and Indian Nationalism”. Journal of Bible and Religion. Oxford University Press. 32 (1): 35—42. JSTOR 1460427.
- Gosling, David L. (2007). Science and the Indian Tradition: When Einstein Met Tagore. Routledge. ISBN 978-1-134-14333-7.
- Gupta, Raj Kumar (1986), The Great Encounter: A Study of Indo-American Literary and Cultural Relations, Delhi: Abhinav Publications, ISBN 978-81-7017-211-6, Приступљено 19. 12. 2012
- Houghton, Walter Raleigh, ур. (1893), The parliament of religions and religious congresses at the World's Columbian exposition (3 изд.), Frank Tennyson Neely, OL 14030155M
- Isherwood, Christopher (1976), Meditation and Its Methods According to Swami Vivekananda, Hollywood, California: Vedanta Press, ISBN 978-0-87481-030-1
- Isherwood, Christopher; Adjemian, Robert (1987), „On Swami Vivekananda”, The Wishing Tree, Hollywood, California: Vedanta Press, ISBN 978-0-06-250402-9
- Jackson, Carl T (1994), „The Founders”, Vedanta for the West: the Ramakrishna movement in the United States, Indianapolis, Indiana: Indiana University Press, ISBN 978-0-253-33098-7
- Kashyap, Shivendra (2012), Saving Humanity: Swami Vivekanand Perspective, Vivekanand Swadhyay Mandal, ISBN 978-81-923019-0-7
- Kapur, Devesh (2010), Diaspora, development, and democracy: the domestic impact of international migration from India, Princeton, New Jersey: Princeton University Press, ISBN 978-0-691-12538-1
- Kattackal, Jacob (1982), Religion and ethics in Advaita, Kottayam, Kerala: St. Thomas Apostolic Seminary, ISBN 978-3-451-27922-5
- Kearney, Richard (13. 8. 2013). Anatheism: Returning to God After God. Columbia University Press. ISBN 978-0-231-51986-1.
- Kishore, B. R. (2001). Swami Vivekanand. Diamond Pocket Books. ISBN 978-81-7182-952-1.
- Kraemer, Hendrik (1960), „Cultural response of Hindu India”, World cultures and world religions, London: Westminster Press, ASIN B0007DLYAK
- Majumdar, Ramesh Chandra (1963), Swami Vivekananda Centenary Memorial Volume, Kolkata: Swami Vivekananda Centenary, стр. 577, ASIN B0007J2FTS
- Malagi, R.A.; Naik, M.K. (2003), „Stirred Spirit: The Prose of Swami Vivekananda”, Perspectives on Indian Prose in English, New Delhi: Abhinav Publications, ISBN 978-81-7017-150-8
- McRae, John R. (1991), „Oriental Verities on the American Frontier: The 1893 World's Parliament of Religions and the Thought of Masao Abe”, Buddhist-Christian Studies, University of Hawai'i Press, 11: 7—36, JSTOR 1390252, doi:10.2307/1390252.
- De Michelis, Elizabeth (8. 12. 2005). A History of Modern Yoga: Patanjali and Western Esotericism. Continuum. ISBN 978-0-8264-8772-8.
- Miller, Timothy (1995), „The Vedanta Movement and Self-Realization fellowship”, America's Alternative Religions, Albany, New York: SUNY Press, ISBN 978-0-7914-2398-1
- Minor, Robert Neil (1986), „Swami Vivekananda's use of the Bhagavad Gita”, Modern Indian Interpreters of the Bhagavad Gita, Albany, New York: SUNY Press, ISBN 978-0-88706-297-1
- Mittra, Sitansu Sekhar (2001). Bengal's Renaissance. Academic Publishers. ISBN 978-81-87504-18-4.
- Mukherji, Mani Shankar (2011), The Monk As Man: The Unknown Life of Swami Vivekananda, ISBN 978-0-14-310119-2
- Nikhilananda, Swami (april 1964), „Swami Vivekananda Centenary”, Philosophy East and West, University of Hawai'i Press, 14 (1): 73—75, JSTOR 1396757, doi:10.2307/1396757.
- Nikhilananda, Swami (1953), Vivekananda: A Biography (PDF), New York: Ramakrishna-Vivekananda Center, ISBN 0-911206-25-6, Приступљено 19. 3. 2012
- Pangborn, Cyrus R.; Smith, Bardwell L. (1976), „The Ramakrishna Math and Mission”, Hinduism: New Essays in the History of Religions, Brill Archive
- Paranjape, Makarand (2005), Penguin Swami Vivekananda Reader, Penguin India, ISBN 0-14-303254-2
- Paranjape, Makarand R. (2012). Making India: Colonialism, National Culture, and the Afterlife of Indian English Authority. Springer. ISBN 978-94-007-4661-9.
- Parel, Anthony (2000), Gandhi, Freedom, and Self-Rule, ISBN 978-0-7391-0137-7
- Paul, Dr S. (2003). Great Men Of India : Swami Vivekananda. Sterling Publishers Pvt. Ltd. ISBN 978-81-207-9138-1.
- Prabhananda, Swami (jun 2003), „Profiles of famous educators: Swami Vivekananda” (PDF), Prospects, Netherlands: Springer, XXXIII (2): 231—245, Архивирано из оригинала (PDF) 10. 10. 2008. г., Приступљено 20. 11. 2019.
- Rambachan, Anantanand (1994), The limits of scripture: Vivekananda's reinterpretation of the Vedas, Honolulu, Hawaii: University of Hawaii Press, ISBN 978-0-8248-1542-4
- Richards, Glyn (1996), „Vivekananda”, A Source-Book of Modern Hinduism, Routledge, стр. 77—78, ISBN 978-0-7007-0317-3
- Rinehart, Robin (1. 1. 2004). Contemporary Hinduism: Ritual, Culture, and Practice. ABC-CLIO. ISBN 978-1-57607-905-8.
- Rolland, Romain (1929a), „Naren the Beloved Disciple”, The Life of Ramakrishna, Hollywood, California: Vedanta Press, стр. 169—193, ISBN 978-81-85301-44-0
- Rolland, Romain (1929b), „The River Re-Enters the Sea”, The Life of Ramakrishna, Hollywood, California: Vedanta Press, стр. 201—214, ISBN 978-81-85301-44-0
- Rolland, Romain (2008), The Life of Vivekananda and the Universal Gospel (24 изд.), Advaita Ashrama, стр. 328, ISBN 978-81-85301-01-3
- Seifer, Marc (2001), Wizard: The Life and Times of Nikola Tesla : Biography of a Genius, Citadel, ISBN 978-0-8065-1960-9
- Sen, Amiya (2003),  Gupta, Narayani, ур., Swami Vivekananda, New Delhi: Oxford University Press, ISBN 0-19-564565-0
- Sen, Amiya (2006), Indispensable Vivekananda: anthology for our times, Orient Blackswan, ISBN 978-81-7824-130-2
- Sharma, Arvind (1988), „Swami Vivekananda's Experiences”, Neo-Hindu Views of Christianity, Leiden, The Netherlands: Brill, ISBN 978-90-04-08791-0
- Sharma, Benishankar (1963), Swami Vivekananda: A Forgotten Chapter of His Life, Kolkata: Oxford Book & Stationary Co., ASIN B0007JR46C
- Shattuck, Cybelle T. (1999), „The modern period ii: forces of change”, Hinduism, London: Routledge, ISBN 978-0-415-21163-5
- Sheean, Vincent (2005), „Forerunners of Gandhi”, Lead, Kindly Light: Gandhi and the Way to Peace, Kessinger Publishing, ISBN 978-1-4179-9383-3
- Shetty, B. Vithal (2009), World as seen under the lens of a scientist, Bloomington, Indiana: Xlibris Corporation, ISBN 978-1-4415-0471-5
- Sil, Narasingha Prosad (1997), Swami Vivekananda: A Reassessment, Selinsgrove, Pennsylvania: Susquehanna University Press, ISBN 0-945636-97-0
- Sooklal, Anil (1993), „The Neo-Vedanta Philosophy of Swami Vivekananda” (PDF), Nidan, 5
- Taft, Michael (2014), Nondualism: A Brief History of a Timeless Concept, Cephalopod Rex
- Thomas, Abraham Vazhayil (1974), Christians in Secular India, Madison, New Jersey: Fairleigh Dickinson University Press, ISBN 978-0-8386-1021-3
- Thomas, Wendell (1. 8. 2003). Hinduism Invades America 1930. Kessinger Publishing. ISBN 978-0-7661-8013-0.
- Urban, Hugh B. (1. 1. 2007). Tantra: Sex, Secrecy, Politics and Power in the Study of Religion. Motilal Banarsidass Publisher. ISBN 978-81-208-2932-9.
- Virajananda, Swami, ур. (2006) [1910], The Life of the swami Vivekananda by his eastern and western disciples... in two volumes (Sixth изд.), Kolkata: Advaita Ashrama, ISBN 81-7505-044-6
- Virajananda, Swami (1918), The Life of the Swami Vivekananda, 4, Prabuddha Bharata Office, Advaita Ashrama, Приступљено 21. 12. 2012
- Vivekananda, Swami (2001) [1907], Complete Works of Swami Vivekananda, 9 Volumes, Advaita Ashrama, ISBN 978-81-85301-75-4
- Vivekananda, Swami (1996),  Swami Lokeswarananda, ур., My India : the India eternal (1st изд.), Calcutta: Ramakrishna Mission Institute of Culture, стр. 1—2, ISBN 81-85843-51-1
- Vrajaprana, Pravrajika (1996). A portrait of Sister Christine. Calcutta: Ramakrishna Mission Institute of Culture. ISBN 978-8185843803.
- Wuthnow, Robert (1. 7. 2011). America and the Challenges of Religious Diversity. Princeton University Press. ISBN 978-1-4008-3724-3.
- Wolffe, John (2004). Religion in History: Conflict, Conversion and Coexistence. Manchester University Press. ISBN 978-0-7190-7107-2.
- Chauhan, Abnish Singh (2004). Swami Vivekananda: Select Speeches. Prakash Book Depot. ISBN 978-8179774663.
- Chauhan, Abnish Singh (2006). Speeches of Swami Vivekananda and Subhash Chandra Bose: A Comparative Study. Prakash Book Depot. ISBN 9788179771495.
- King, Richard (2002). Orientalism and Religion: Post-Colonial Theory, India and "The Mystic East". Routledge.
- Majumdar, R. C. (1999). Swami Vivekananda: A historical review. Calcutta: Advaita Ashrama.
- Rambachan, Anatanand (1994), The Limits of Scripture: Vivekananda's Reinterpretation of the Vedas, University of Hawaii Press
- Malhotra, Rajiv (2016). Indra's Net: Defending Hinduism's Philosophical Unity (revised изд.). Noida, India: HarperCollins Publishers India. ISBN 978-9351771791.  9351771792 (400 pages)
- Sharma, Jyotirmaya (2013). A Restatement of Religion: Swami Vivekananda and the Making of Hindu Nationalism. Yale University Press. ISBN 978-0-300-19740-2.[мртва веза]

## Spoljašnje veze
- Svami Vivekananda na veb-sajtu  (језик: енглески)
- Svami Vivekananda на сајту Internet Archive (језик: енглески)
- Svami Vivekananda на сајту LibriVox (језик: енглески)